# St. Cyriakus (Niedermendig)

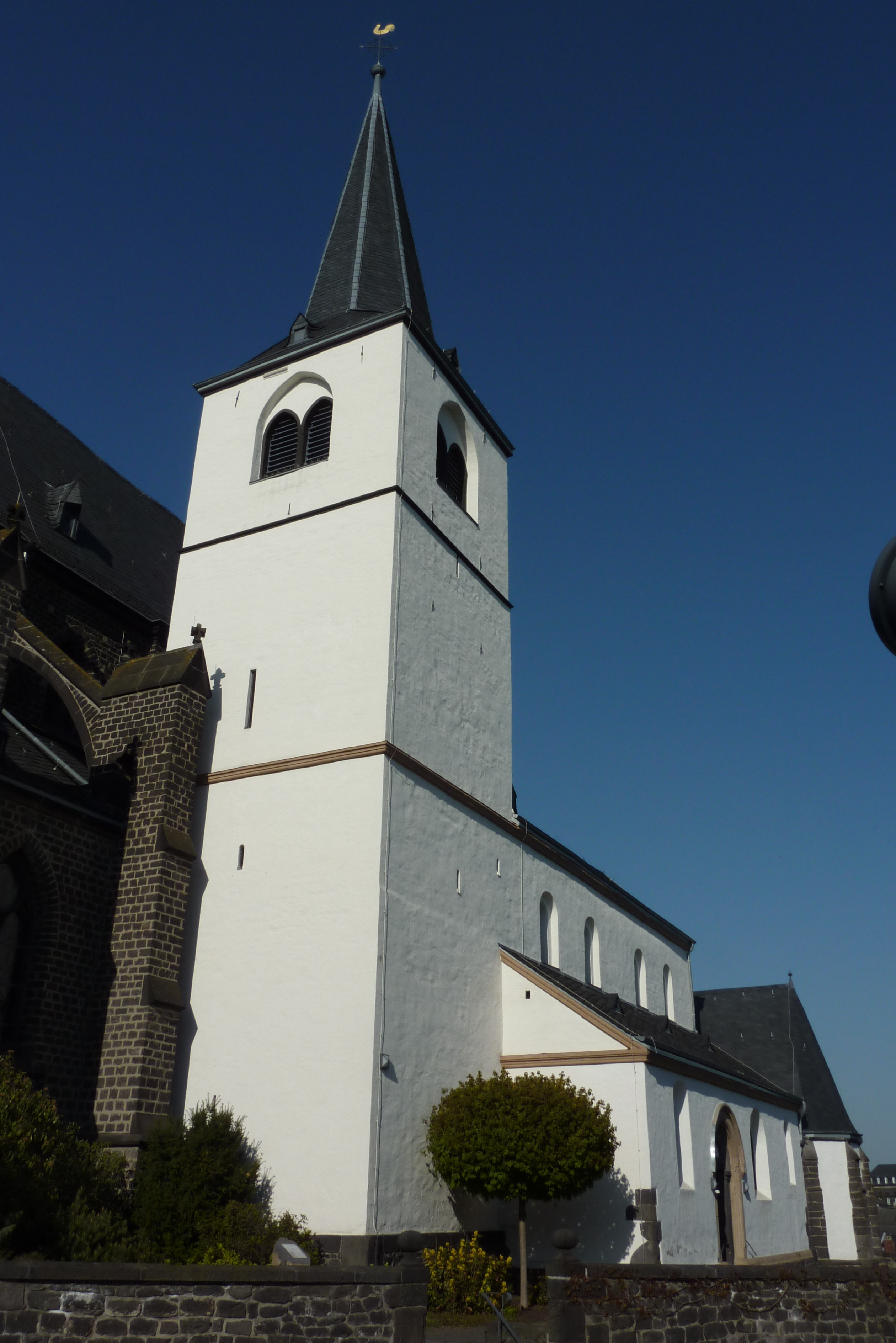
Pfarrkirche St. Cyriakus in Niedermendig von Westen

Die alte Pfarrkirche St. Cyriakus in Niedermendig, einem Stadtteil von Mendig, im Landkreis Mayen-Koblenz in Rheinland-Pfalz, ist eine romanische Kirche aus dem 12. Jahrhundert. Von 1852 bis 1857 wurde an der Nordseite der alten Pfarrkirche eine  neugotische Kirche nach Plänen des Kölner Domwerkmeisters Vincenz Statz angebaut, die dem hl. Cyriakus und der hl. Barbara geweiht wurde. Bei Renovierungsarbeiten der alten Kirche von 1886 bis 1888 wurden mittelalterliche Wandmalereien entdeckt, die seit 1897 wieder freigelegt sind.

## Geschichte
Aufgrund stilistischer Vergleiche mit anderen Kirchen und dendrochronologischer Untersuchungen der Holzbalken des Dachstuhles wird die Entstehungszeit der Kirche St. Cyriakus um 1180 angenommen. Über dem Mittelschiff sind noch heute elf romanische Gespärre aus Eichenholz erhalten, das zwischen 1175 und 1195 geschlagen wurde. Ein weiterer Balken im westlichen Teil der Kirche wurde auf 1166 bis 1186 datiert. In dieser Zeit wurde der Westturm errichtet, von dem 1216 die ersten beiden Geschosse fertiggestellt waren. Aus dem Jahr 1215 ist eine erste schriftliche Erwähnung der Kirche und der Pfarrei überliefert. 1474 wurde der Turm um die beiden oberen Stockwerke erhöht, wie eine Inschrift an der Außenmauer bestätigt, und mit einem spitzen Helm gedeckt. In der zweiten Hälfte des 15. Jahrhunderts wurde eine gotische Kapelle an den Chor angebaut. Während des Dreißigjährigen Krieges erlitt die Kirche Beschädigungen und 1620 brannte der Turm. Bis 1802 war St. Cyriakus eine Eigenkirche des Trierer Domkapitels.

## Beschreibung

### Außenbau
Die Außenmauern der alten Kirche sind verputzt. An der gotischen Kapelle, die anstelle der Südapsis errichtet wurde, heben sich die schwarzen Quader der Strebepfeiler aus Basaltlava ab. Die Ostwand ist in drei Blendbögen über Lisenen gegliedert. In den mittleren Rundbogen ist ein rundbogiges Fenster aus barocker Zeit eingeschnitten, die äußeren Bögen sind kleeblattförmig gestaltet. Das Motiv des Kleeblattbogens ist vermutlich von der Basilika St. Kastor in Koblenz übernommen worden, wo es ab 1160 vorkommt. Ein weiterer Kleeblattbogen umspannt drei in den Giebel eingeschnittene Rundbogenfenster.
Vier paarweise angeordnete Rundbogenfenster gliedern den Obergaden des Langhauses. Im südlichen Seitenschiff befindet sich ein romanisches Eingangsportal, das von doppelten Kantenrundstäben eingerahmt ist. Diese bilden auf Kämpferhöhe Knoten anstelle von Kapitellen. Die Eichentür mit ihren Eisenbeschlägen ist spätromanisch. Die barocke Türrahmung stammt von 1717, ebenso die Inschrift: Hingeht das Leben, herkombt der Tot, o Mensch thue recht vnd forchte Gott.

### Innenraum

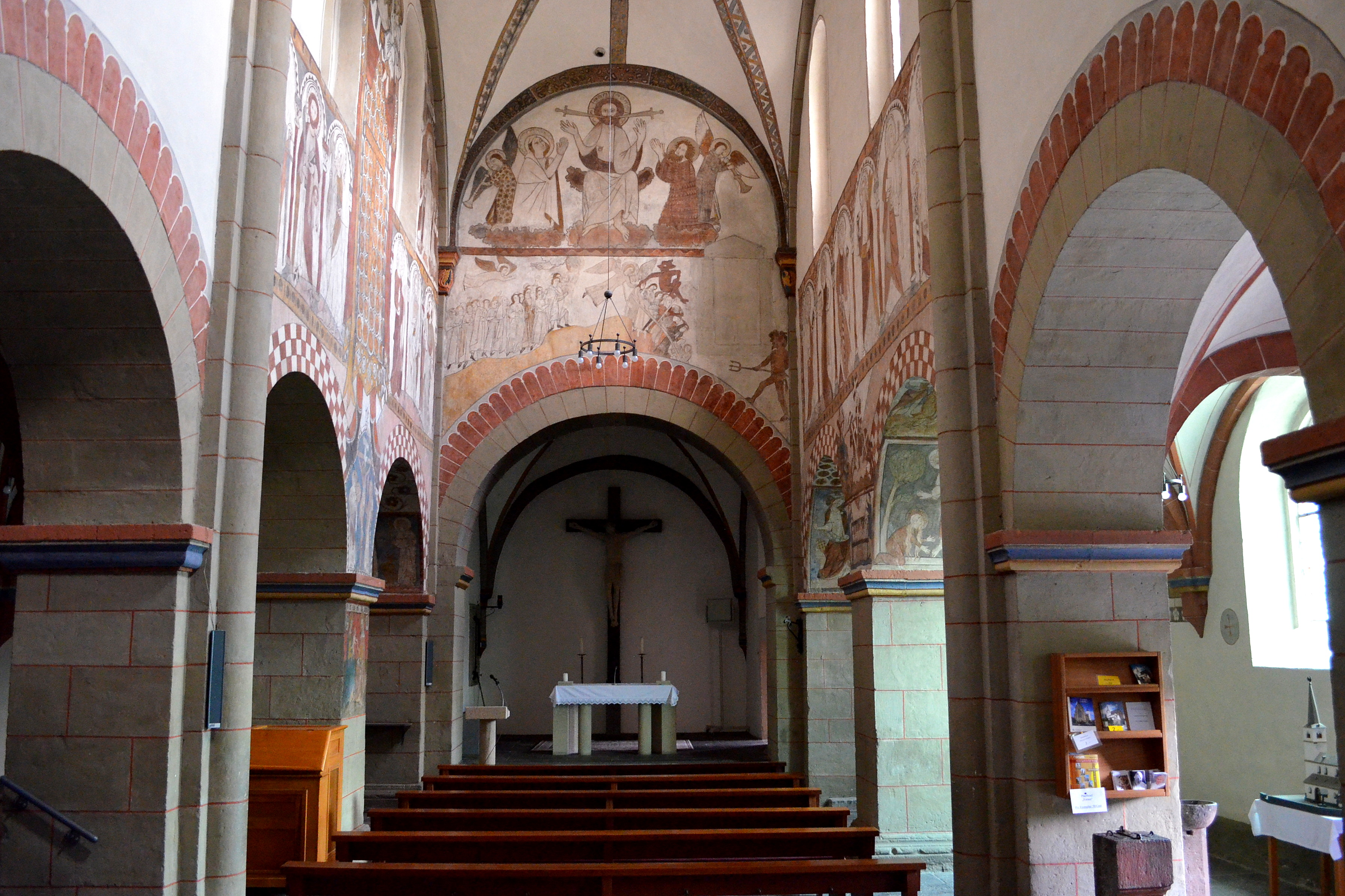
Alt-St. Cyriakus, Innenraum

Die Kirche St. Cyriakus ist dreischiffig angelegt. Das Mittelschiff weist zwei längsrechteckige Joche auf und mündet in einen quadratischen Chor. Die Seitenschiffe schließen mit halbrunden Apsiden. Die südliche Apsis wurde im 15. Jahrhundert in eine gotische Kapelle integriert. Niedrige Rundbögen, die auf quadratischen Pfeilern mit profilierten Kämpfern aufliegen, trennen das Mittelschiff von den Seitenschiffen. Die Gurtbögen der Mittelschiffjoche ruhen auf Halbsäulen mit eckigen Rücklagen und Kapitellen, die mit Palmetten verziert sind. Chor und Mittelschiff sind von Kreuzgratgewölben überspannt.
Die gotische Kapelle besitzt Maßwerkfenster und ein in die Wand eingelassenes Lavabo. Auf dem Schlussstein der Gewölberippen und auf einer von einem Engel getragenen Konsole ist das Wappen der Grafen von Virneburg dargestellt.

## Ausstattung
Das älteste Ausstattungsstück der Kirche ist der romanische Hauptaltar, der sich heute im südlichen Seitenschiff befindet. Auf ihm steht eine Pietà aus der Mitte des 18. Jahrhunderts. In die Westwand des Mittelschiffes und in den Boden sind mehrere Epitaphien aus Basaltlava eingelassen, die aus dem 17. und 18. Jahrhundert stammen.

## Wandmalereien

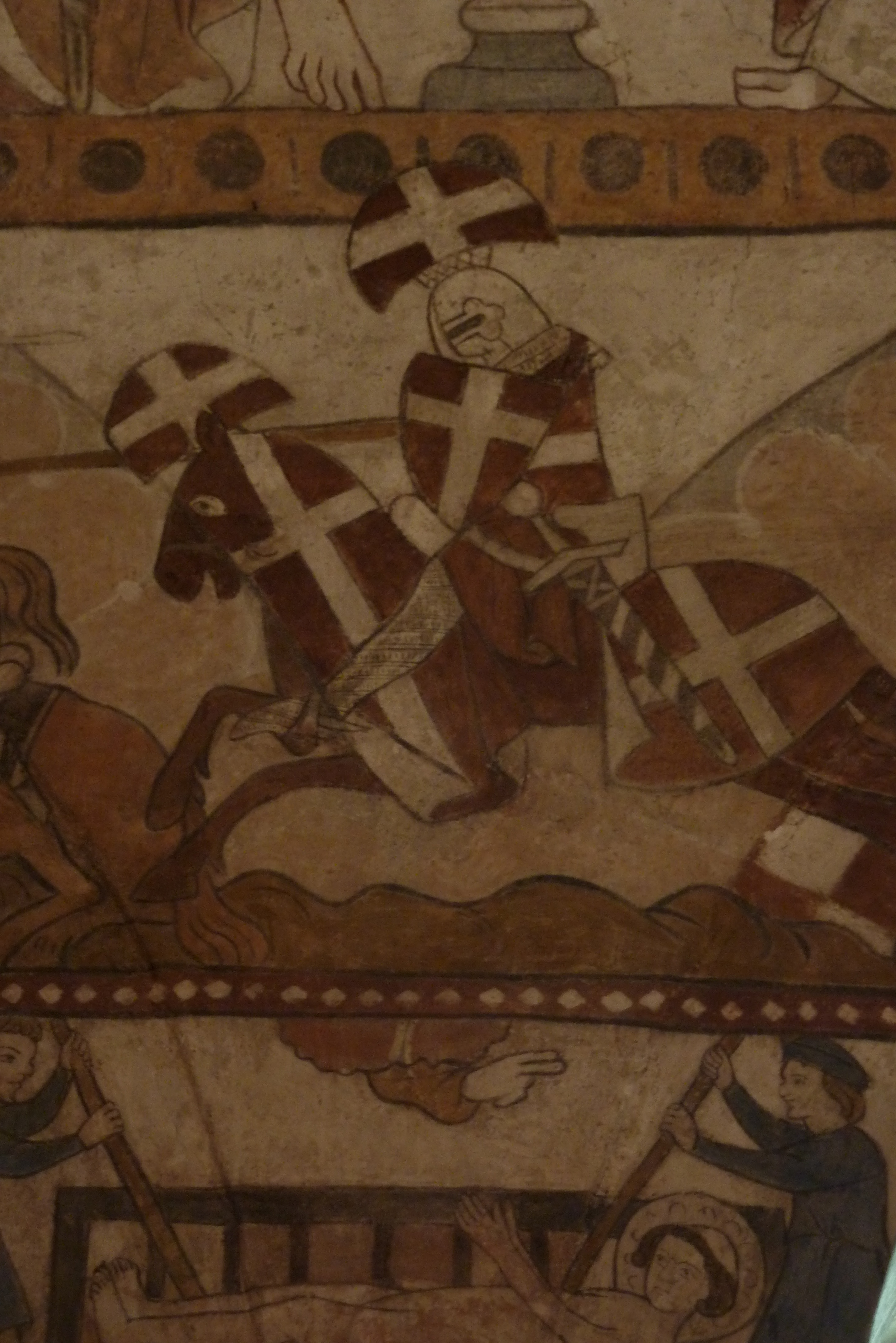
Darstellung eines Ritters, um 1300

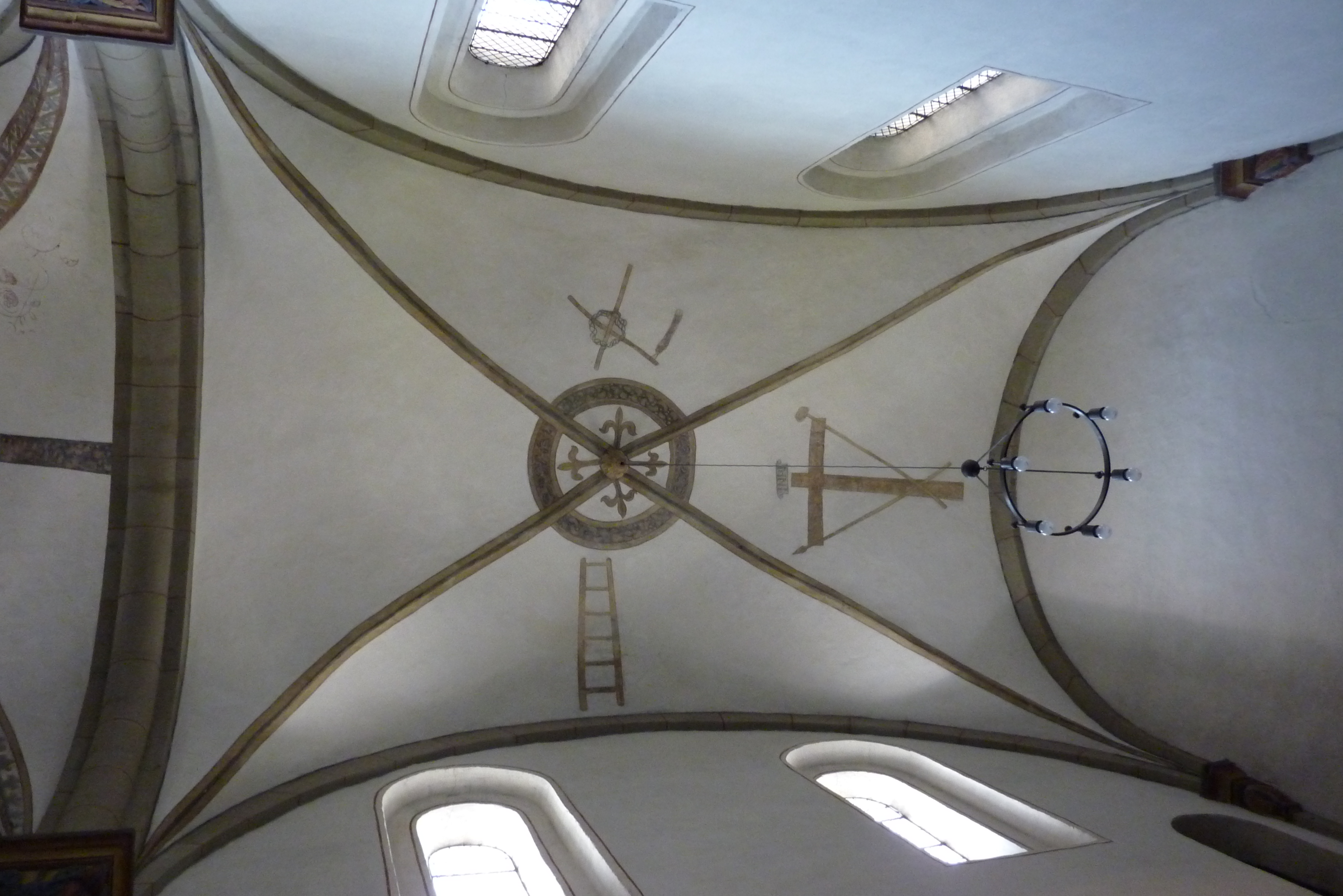
Darstellung der Leidenswerkzeuge Christi auf dem Deckengewölbe, vor 1200

Bei den Wandmalereien von St. Cyriakus unterscheidet man zwei Ausmalungsphasen. Die erste Phase wird noch vor 1200, kurz nach der Fertigstellung der Kirche, eingeordnet. Aus dieser Zeit stammen die Darstellungen der Leidenswerkzeuge Christi in den Gewölbefeldern: die Laterne als Symbol für die Gefangennahme, der Hahn als Zeichen der Verleugnung Jesu durch Petrus, die Dornenkrone, die Geißel, das Kreuz, die Lanze, der Schwamm und die Leiter als Symbole für die Kreuzigung Christi.
Die Darstellung des Ritters an der Südwand erinnert an die Kreuzzüge und wird um 1300 datiert. Darunter wird das Martyrium des hl. Laurentius dargestellt, der auf einem Rost gebraten wird und dem sich von oben die Hand Gottes zuwendet.
Auf einer der Arkaden der Südwand wird Maria auf einem Thron sitzend dargestellt, mit einer Lilie in der Hand, daneben das Jesuskind. Auf der anderen Arkade sieht man die Szene Noli me tangere. Maria Magdalena, die durch ihre langen Haare gekennzeichnet ist, liegt vor Jesus auf den Knien, der als Gärtner dargestellt wird und einen Spaten in der Hand hält. Darüber findet die Taufe Jesu im Jordan statt. Über Jesus schwebt eine riesige Taube, zu seiner Rechten steht Johannes der Täufer und zu seiner Linken ein Engel. Die dritte Szene zeigt den hl. Jakobus mit Pilgerhut und -stab neben einem König mit Lilienzepter.

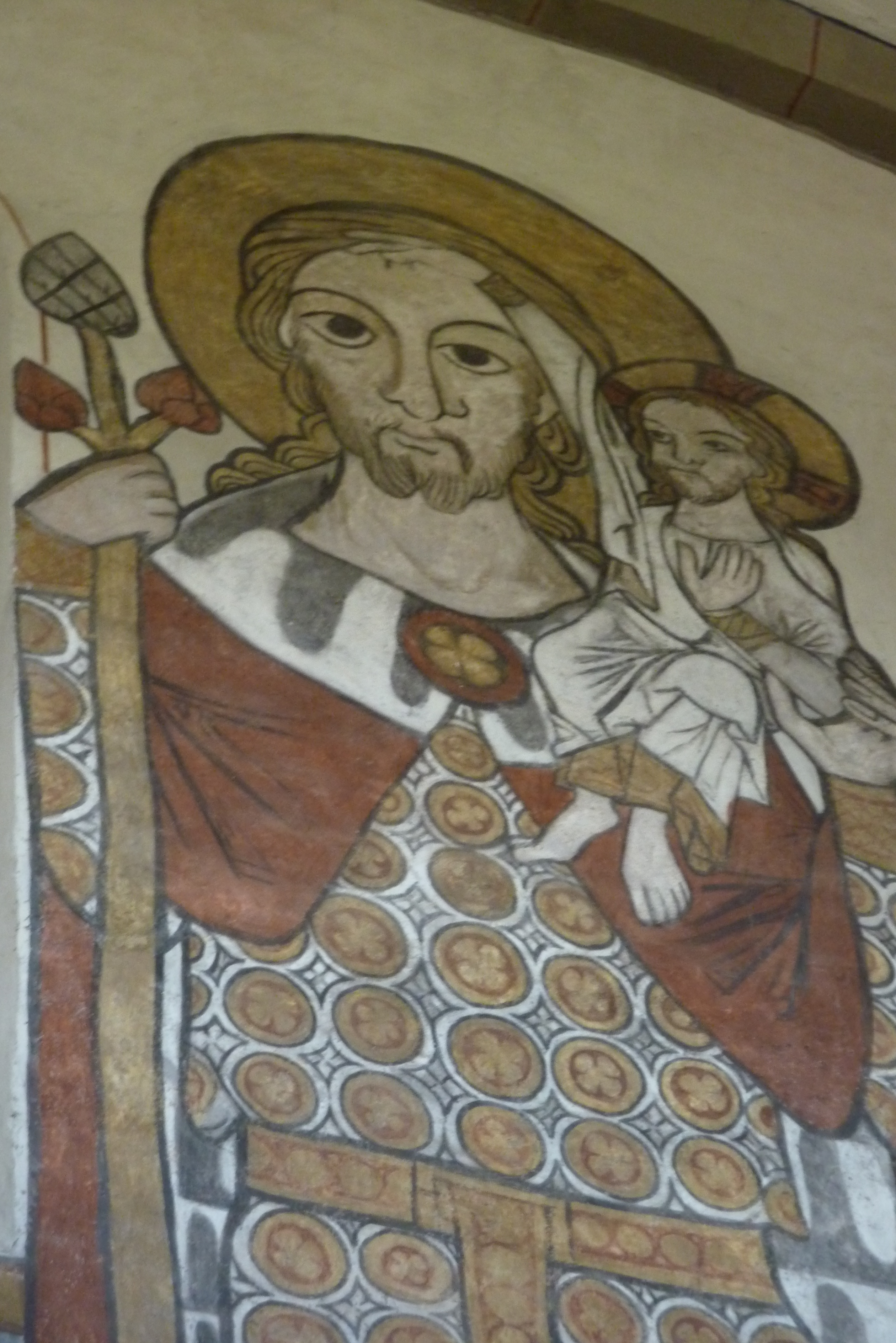
Darstellung des hl. Christophorus, zweite Hälfte 13. Jahrhundert

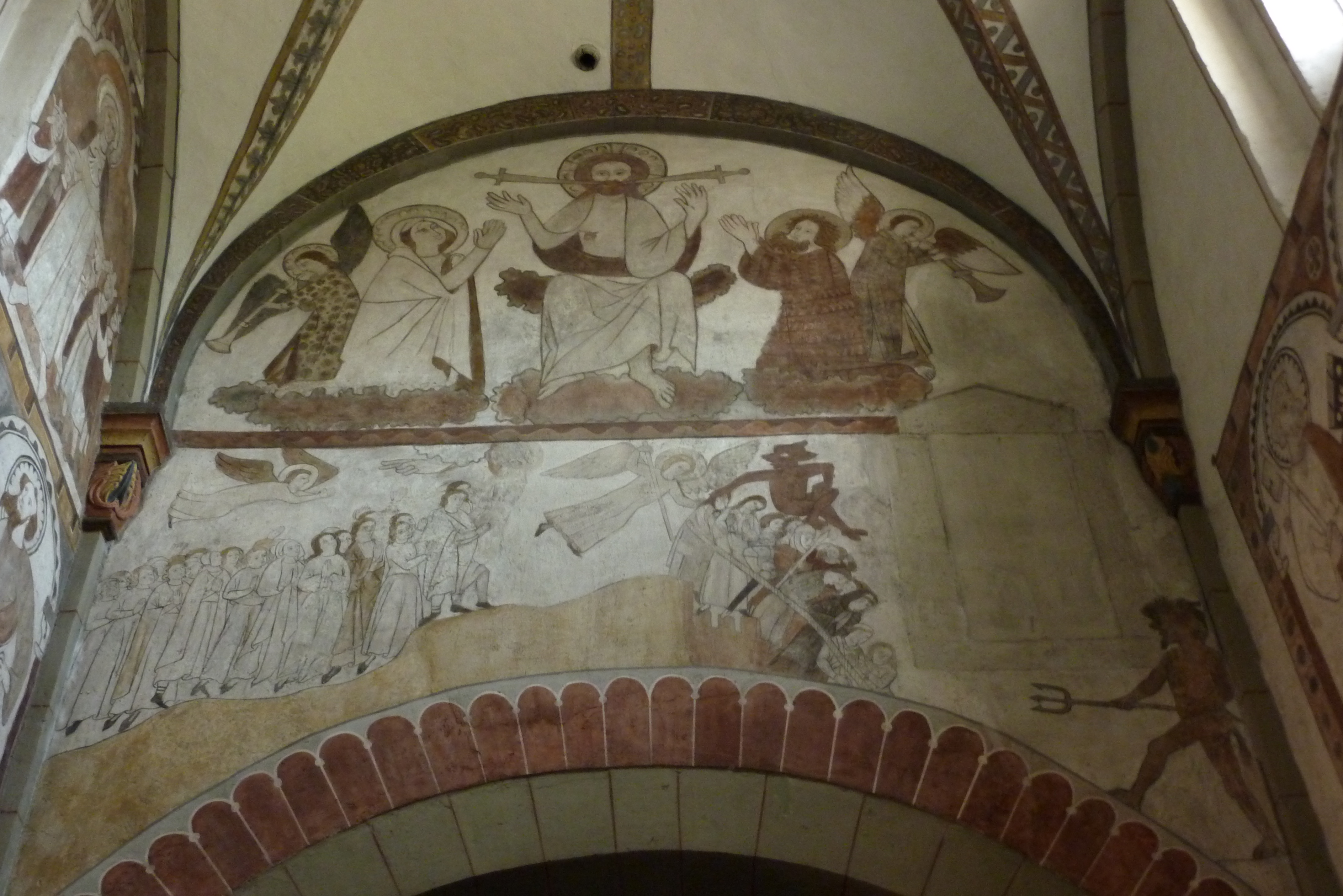
Jüngstes Gericht, zweite Hälfte 13. Jahrhundert

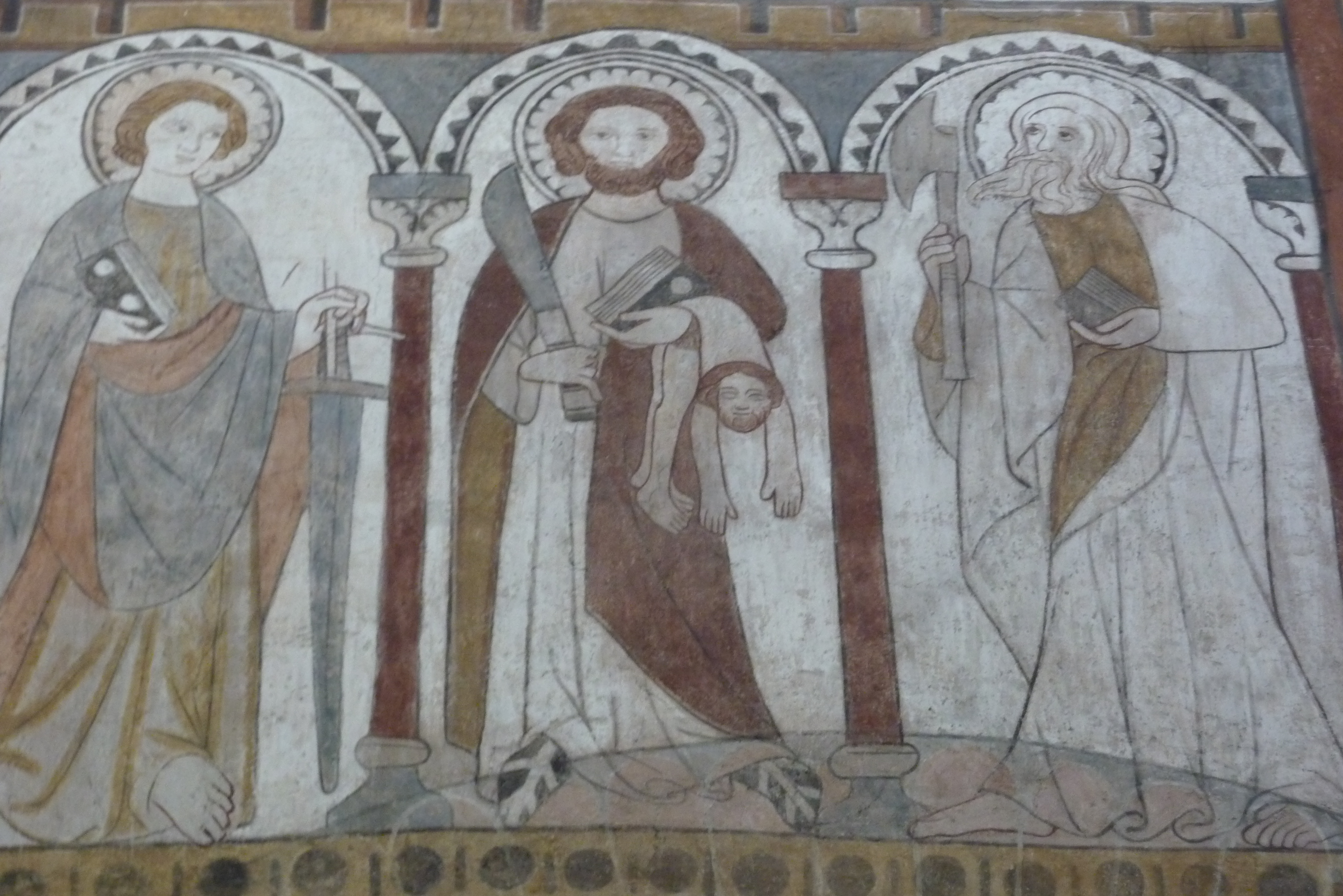
Drei Apostel: Matthias mit dem Beil, Bartholomäus mit abgezogener Haut, weiterer Apostel mit Schwert und Buch

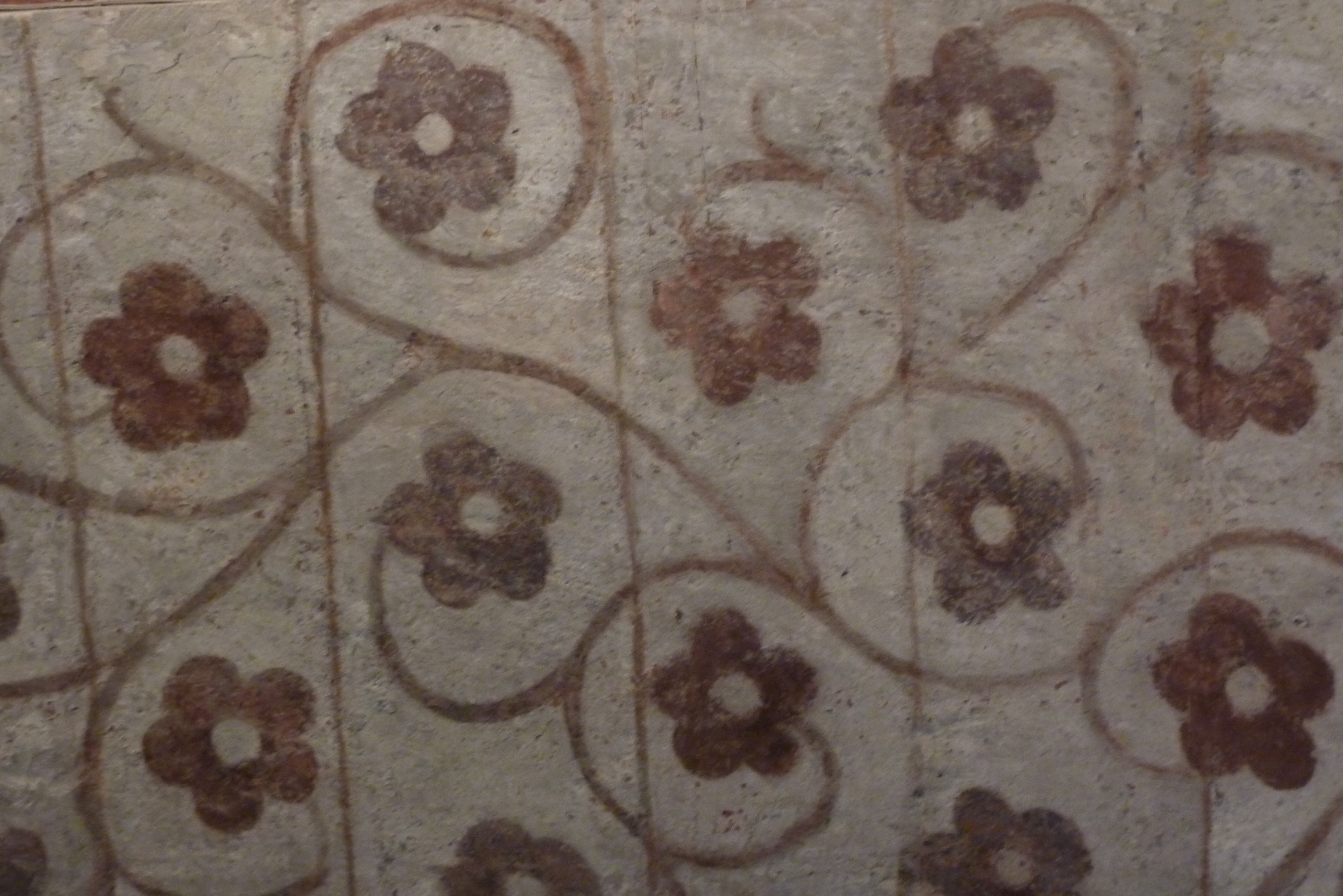
Mittelalterliche Wandmalerei

Der zweiten Ausmalungsphase, die in der zweiten Hälfte des 13. Jahrhunderts beginnt, werden zugeordnet: die sechs Meter hohe Figur des hl. Christophorus an der Nordwand, die zwölf Apostel auf beiden Seiten des Mittelschiffes und die Darstellung des Jüngsten Gerichtes über dem Chorbogen. Die Apostel sind mit Buch und Schwert dargestellt, manche tragen die Folterwerkzeuge ihres Martyriums. Der Apostel Matthias ist durch sein Beil ausgewiesen, Bartholomäus trägt seine abgezogene Haut über dem Arm. Johannes hält ein Ölfass in der Hand, Judas Thaddäus eine Keule. In der Szene des Jüngsten Gerichtes thront Christus auf einer Wolke und zwei Schwerter kommen aus seinem Mund hervor. Neben ihm knien Maria und Johannes der Täufer als Fürbitter. Zwei Engel blasen auf einer Posaune. Auf der Ebene darunter werden die Verdammten in die Hölle getrieben, wo Teufel sie erwarten. Die Seligen ziehen mit gefalteten Händen einen Hügel hinauf, der Hand Gottes entgegen.
In einer Szene im Obergaden der Nordwand ist der hl. Jakobus mit einer großen Muschelschale auf der Brust dargestellt, der neben ihm stehende Pilger krönt.
Die Kreuzigungsszene unter dem hl. Christophorus stammt aus der ersten Hälfte des 14. Jahrhunderts. Links neben dem Kreuz steht Johannes, der Maria stützt, rechts vom Kreuz ist der hl. Cyriakus mit Stola und Märtyrerpalme dargestellt. Die Darstellung der hl. Anna selbdritt wird der Zeit um 1470 zugerechnet. Anna reicht Jesus, der auf dem Schoß Marias sitzt, eine Frucht.
Im nördlichen Seitenschiff ist ein Bogen mit Blütenranken verziert. Eine Darstellung zeigt die hl. Margarethe mit Buch, Märtyrerpalme und einem Drachen. Neben ihr steht eine weitere Heilige.
Auf der Obergadenwand des südlichen Seitenschiffes stellt eine Malerei aus dem 14. Jahrhundert den hl. Nikolaus dar, der einen der getöteten und in einem Salzfass eingepökelten Scholaren wieder zum Leben erweckt.

## Glocken
Im Turm der Doppelkirche, welcher der alten Kirche zugehört, hängt ein vierstimmiges Geläut. Von den vor dem Zweiten Weltkrieg vorhandenen vier Glocken mussten 1942 drei für Kriegszwecke abgegeben werden. 1950 wurden in der Glockengießerei Mabilon in Saarburg vier neue Glocken gegossen, wobei die verbliebene Glocke von 1651 aus dem alten Geläut passend zu den anderen Glocken umgegossen wurde. Glocke vier ist die Angelusglocke.

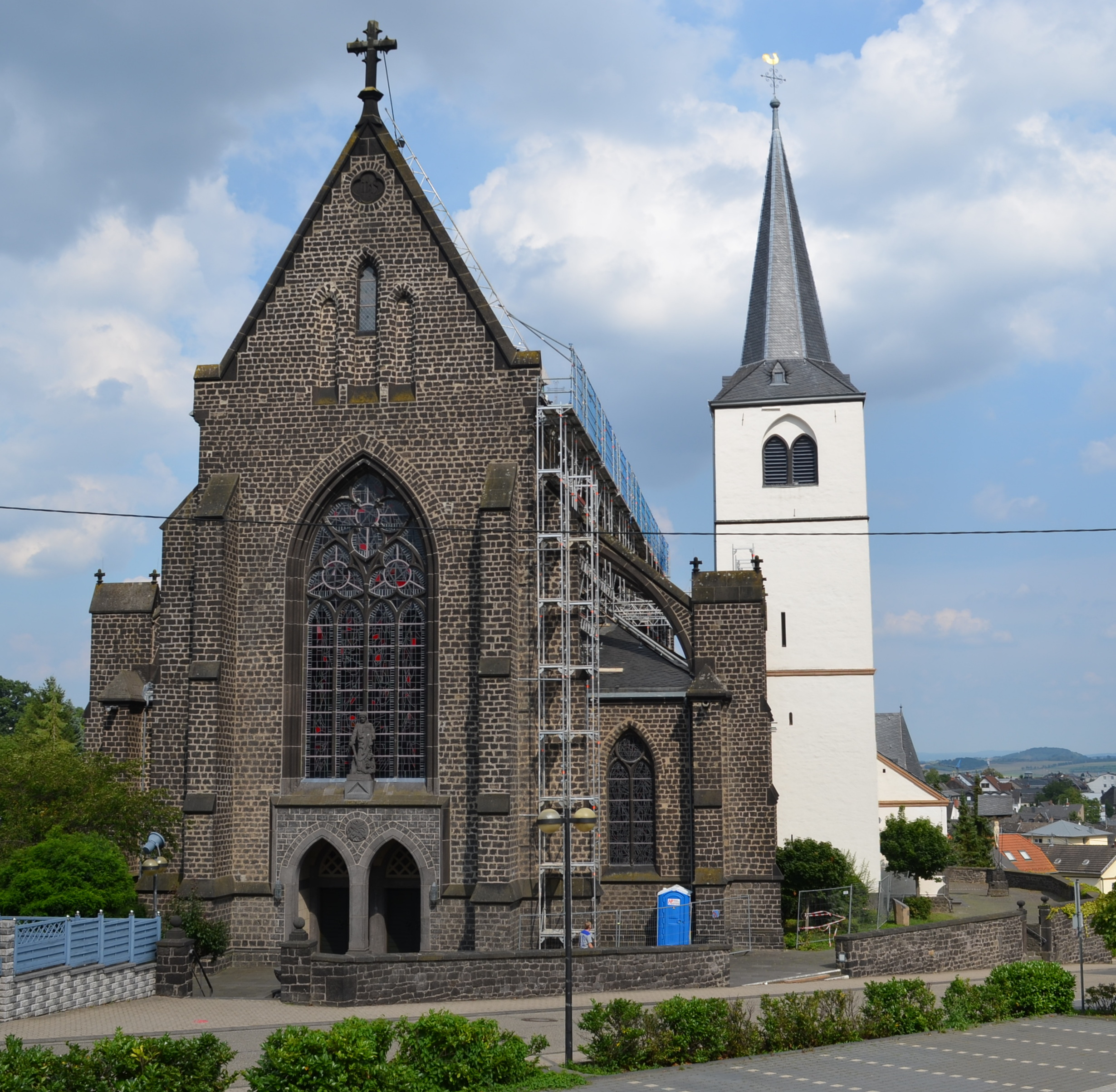
Fassade der neuen und Turm der alten Kirche

| Glocke | Durchmesser | Gewicht | Schlagton | Inschrift                                                      |
| ------ | ----------- | ------- | --------- | -------------------------------------------------------------- |
| 1      | 1540 mm     | 2300 kg | cis′      | Christus gestern – Christus heute – Christus in alle Ewigkeit  |
| 2      | 1290 mm     | 1350 kg | e′        | Treue und Glaubensmut – Hl. Cyriakus bitte für uns             |
| 3      | 1120 mm     | 0950 kg | fis′      | Gnade für einen seligen Tod – Hl. Maria bitte für uns          |
| 4      | 0880 mm     | 0580 kg | a′        | Gerechtigkeit und Frieden – Königin des Friedens bitte für uns |

## Neue Kirche
Der Mitte des 19. Jahrhunderts errichtete neue dreischiffige Kirchenbau nach dem Vorbild der Kölner Minoritenkirche wurde längsseits an die bestehende Kirche angebaut und ist nahezu doppelt so lang und wesentlich höher als die alte Kirche. Hier befindet sich im Chorraum ein Hochaltar, der um 1490 von dem Maler Derick Baegert (1440–1515) aus Wesel geschaffen wurde.
Die Orgel mit 36 Registern auf zwei Manualen und Pedal wurde 1925 von der Orgelwerkstatt Klais aus Bonn erbaut. 1963 wurde sie renoviert und umgebaut.
| I Hauptwerk C–        |     |
| Bordun                | 16' |
| Prinzipal             | 8'  |
| Fugara                | 8'  |
| Konzertflöte          | 8'  |
| Gedackt               | 8'  |
| Oktav                 | 4'  |
| Hohlflöte             | 4'  |
| Nachthorn             | 2'  |
| Terzzimbel III        |     |
| Mixtur Cornett III-IV |     |
| Trompete              | 8'  |
| Oboe                  | 8'  |

| II Schwellwerk C– |       |
| Lieblich Gedackt  | 16'   |
| Hornprinzipal     | 8'    |
| Sologamba         | 8'    |
| Bordunalflöte     | 8'    |
| Quintatön         | 8'    |
| Prästant          | 4'    |
| Traversflöte      | 4'    |
| Flautino          | 2'    |
| Waldflöte         | 2'    |
| Spitzquinte       | 1 ⁄3' |
| Sesquialter II    |       |
| Echomixtur III-IV |       |
| Dulzian           | 16'   |
| Echotrompete      | 8'    |
| Tremolo           |       |

| Pedalwerk C–  |     |
| Prinzipalbass | 16' |
| Subbass       | 16' |
| Echobass      | 16' |
| Oktavbass     | 8'  |
| Violoncello   | 8'  |
| Gedacktbass   | 8'  |
| Choralbass    | 4'  |
| Posaune       | 16' |
| Bassethorn    | 16' |

- Koppeln: Normalkoppeln, Sub- und Superoktavkoppeln

## Pfarreiengemeinschaft
St. Cyriakus gehört zusammen mit St. Genovefa (Obermendig), St. Florinus (Bell), St. Maximin (Ettringen), St. Nikolaus (Kottenheim) und St. Johannes Ap. (Thür) zur Pfarreiengemeinschaft Mendig.